# Gentianella davidiana
Gentianella davidiana là một loài thực vật có hoa trong họ Long đởm. Loài này được T.C.G.Rich mô tả khoa học đầu tiên năm 1997.